# عمرو ورده
عمرو ورده (عربی مصری: عمرو مدحت محسن وردة؛ زادهٔ ۱۷ سپتامبر ۱۹۹۳) بازیکن فوتبال اهل مصر است که در پست وینگر و هافبک هجومی برای باشگاه فوتبال پانسرایکوش در سوپر لیگ فوتبال یونان بازی می‌کند.

## زندگی شخصی
او فرزند مدحت محسن ورده بسکتبالیست بین المللی مصر میباشد .

## افتخارات

### باشگاهی

#### الاهلی مصر
- لیگ برتر فوتبال مصر : ۱۴–۲۰۱۳

#### باشگاه فوتبال پائوک
- سوپر لیگ فوتبال یونان : ۱۹–۲۰۱۸
- جام حذفی فوتبال یونان : ۱۷–۲۰۱۶، ۱۹–۲۰۱۸ ، ۲۱–۲۰۲۰

### افتخارات فردی
- بهترین بازیکن خارجی سوپر لیگ فوتبال یونان : ۱۸–۲۰۱۷
- بهترین بازیکن سال سوپر لیگ فوتبال یونان : ۱۸–۲۰۱۷
- جزو تیم منتخب سوپر لیگ فوتبال یونان : ۱۸–۲۰۱۷
- بهترین بازیکن سال لیگ دسته اول فوتبال قبرس : ۲۲–۲۰۲۱
- جزو تیم منتخب لیگ دسته اول فوتبال قبرس : ۲۲–۲۰۲۱